# 水の教会
水の教会（みずのきょうかい）は、北海道勇払郡占冠村の星野リゾート トマム内にあるチャペル。第31回『BCS賞』（1990年）受賞。

## 概要
「あるがままの自然を、人間の意志によって切り取った空間こそ『聖なる空間』である」とする建築家安藤忠雄が設計した。白樺（シラカンバ）の森とL字型のコンクリートに沿って進むアプローチから非日常空間への演出が始まり、教会内部は自然の要素「水・光・緑・風」に触れることができるものとなっている。礼拝堂はガラス扉（5m×15m）がスライドして開放的な空間になる。十字架は水深15cmの水辺の真ん中にあり、祭壇に水が流れていることで人が足を踏み入れることの出来ない神聖な空間を作っている。屋上には、鉄筋コンクリート製の4本の十字架がトップライトを囲んで立てられており、外観上の特徴になっている。
BoA「メリクリ」、梁静茹「崇拜」のミュージック・ビデオ撮影が行われている。

## アクティビティ
- 夜の教会見学
- ウォーター・キャンドルナイト
- 朝さんぽ

## アクセス
- 北海道旅客鉄道（JR北海道）石勝線 トマム駅から無料送迎バスで約5分
- 新千歳空港から道東自動車道トマムIC利用し車で約1時間15分
- 札幌から道東自動車道トマムIC利用し車で約1時間30分

## 参考資料
- Kachina. “水の教会”.   ARCHITECTURAL MAP. 2016年3月1日閲覧。
- KIKIS. “建築マップ 水の教会”.   ARCHITECTURAL MAP. 2016年3月1日閲覧。